# Grapka
Grapka – nieistniejąca skocznia narciarska w Koniakowie o punkcie konstrukcyjnym K45.

## Historia
Skocznia została otwarta 3 stycznia 1932 roku. Zaraz po otwarciu odbyły się inauguracyjne zawody. Najlepszym zawodnikiem okazał się Tadeusz Zaydel z Zakopanego, który skoczył 31 metrów. 20 grudnia 1936 roku zawodnik Wisły Zakopane Bochenek, oddał skok na odległość 40,5 m, tym samym pobijając rekord koniakowskiej skoczni. W latach 70. XX wieku trenerem klubu „ROW Rybnik” został Leopold Tajner. W 1971 roku Tajner wybudował tu sztuczny rozbieg, dzięki czemu obiektowi przyznano licencję i mógł stać się areną oficjalnych zawodów.
Jednakże w połowie lat 70. na wniosek wójta gminy sztuczny rozbieg został rozebrany. Pasjonaci skoków pragnęli przywrócić jej dawny wygląd. Po zakończeniu pracy z kadrą narodową Tadeusz Kołder, który swoje pierwsze skoki oddawał na tej skoczni, postanowił doprowadzić ją do dawnego stanu. Ze Skandynawii przywiózł projekty nowoczesnego profilu i wspólnie z zawodnikami Olimpii Goleszów, która przejęła sekcję od ROW-u, przywrócił jej dawną świetność. W 1983 roku obiekt ponownie uzyskał licencję. Tego samego roku odbyły się najpoważniejsze zawody w historii skoczni: mistrzostwa Polski juniorów młodszych. Podczas tych zawodów został ustanowiony nowy rekord skoczni. Ustanowił go Bogdan Papierz, który skoczył na odległość 51 metrów.
7 marca 1993 roku odbył się ostatni konkurs na skoczni. Zorganizowano nietypowe zawody drużynowe, które obejrzało ponad tysiąc kibiców. W rodzinnych duetach skakali ojcowie z synami. Wystartowało siedem par: z Koniakowa, Istebnej i Jaworzynki. Zwyciężył duet Jan i Daniel Krężelokowie z Koniakowa. Po tych zawodach zeskok zaczął zarastać, skocznia popadała w ruinę. W późniejszych latach teren skoczni został rozparcelowany pod domy mieszkalne. Dzisiaj po skoczni nie ma prawie żadnego śladu.

### Informacje o skoczni
- Rok konstrukcji – 1932
- Punkt konstrukcyjny – 45 m
- Rekord skoczni – 51 m Bogdan Papierz (1983)